# 本渡港
本渡港（ほんどこう）は、熊本県天草市にある地方港湾。港湾管理者は熊本県。
下島の北東部にある港湾で、上島が本渡瀬戸を通して向かい側にある。
2015年度の発着数は3,450隻（122,989総トン）、利用客数は58,042人（乗込人員28,723人、上陸人員29,319人）である。

## 沿革
- 1949年5月30日 - 昭和天皇の戦後巡幸があり、昭和天皇が九州商船のお召船（北松丸）で三角港から本渡港へ移動[3]。
- 1997年7月 - 熊本 - 本渡間に熊本フェリーの超高速船「マリンビュー」が就航
- 2006年12月 - 天草観光汽船の本渡 - 八代航路「ブルーライナー」「ブルーライナー2」「しいがる3」が運航休止
- 2007年5月7日 - 南国海運の本渡 - 水俣航路「第三かまがり」が運航廃止
- 2009年3月31日 - 「マリンビュー」が運航休止
- 2009年4月1日 - 本渡 - 前島(上天草市松島) - 三角間に高速船「天草宝島ライン」が就航
- 2011年12月20日 - 運航休止中だった天草観光汽船の本渡 - 八代航路が廃止
- 2019年1月6日 - 「天草宝島ライン」本渡 - 前島航路を休止（前島 - 三角航路は存続）

## 航路

### 就航中の航路
- 共同フェリー（株）　本渡 - 御所浦航路「しいがる3」「栄久丸」

### 過去の航路
- 天草観光汽船（株） 本渡 - 八代航路「ブルーライナー」「ブルーライナー2」、本渡 - 姫戸航路
- 南国海運（株） 本渡 - 水俣航路「第三かまがり」
- 熊本フェリー（株） 本渡 - 熊本航路「マリンビュー」
- 天草宝島ライン　本渡 - 前島(上天草市松島 )- 三角航路　※2019年1月をもって前島 - 三角航路間のみに短縮

## 港湾施設
- -4.5m岸壁（7バース）
- -4.0m物揚場（60m） - フェリー用、可動橋1基
- 4.5m浮桟橋（2基、40m×2バース、30m×2バース） - 旅客船用
- 旅客待合所
- 野積場・荷捌地（17,066m2）
- 公共上屋（1棟、950m2）